# The Sims 3
The Sims 3 – komputerowa gra symulacyjna, będąca trzecią częścią serii The Sims. Została stworzona przez The Sims Studio i wydana przez Electronic Arts 2 czerwca 2009 roku.
Sprzedaż gry ustanowiła nowy rekord dla Electronic Arts i wyniosła ponad 1,4 miliona egzemplarzy w pierwszym tygodniu wydania.
Kompozytorem muzyki do gry The Sims 3, jak i do jej wszystkich wydanych dodatków, jest Steve Jablonsky.

## Rozgrywka
Główną zmianą w trzeciej części serii jest prowadzenie rozgrywki w otwartym świecie. Gracz może przemieszczać się między poszczególnymi parcelami bez ekranów ładowania. The Sims 3 zawiera opcję o nazwie „postęp historii”, która pozwala aby Simowie w pobliżu i NPC działali samodzielnie, czyli np. brali ślub, przeprowadzali się, rodzili dzieci itp. Po uaktywnieniu tej opcji, gracz jest ograniczony tylko do kontroli jednej rodziny z sąsiedztwa w tym samym czasie. Można też włączyć np. starzenie się Simów – podobnie jak w poprzedniej części gry.
Spośród ośmiu potrzeb z The Sims i The Sims 2, w The Sims 3 pozostało tylko sześć wymagań życiowych (głód, pęcherz, energia, towarzystwo, higiena, zabawa), usunięto komfort oraz wystrój. Ponadto, znane z The Sims 2 pragnienia i obawy zostały usunięte z gry, pojawiły się za to chwilowe potrzeby, za których spełnianie gracz otrzymuje punkty szczęścia życiowego, poprawiając przy tym nastrój Sima. Przemieniają się one wówczas w tzw. nastrójniki, np. gdy Sim weźmie ślub, wyświetli się nastrójnik informujący o tym, jaką interakcję Sim wykonał oraz jak długo potrwa zadowolenie. Tyczy to się również potrzeb fizycznych, czyli gdy Sim dobrze prześpi noc, będzie szczęśliwy z tego powodu przez określoną liczbę godzin. Istnieją również neutralne (nie wpływające na nastrój, tylko informujące) oraz negatywne nastrójniki. Za zdobyte punkty szczęścia życiowego można kupować nagrody, np. „Stalowy Pęcherz”, dzięki któremu Sim nie będzie musiał korzystać z toalety, lub „Wzmożona Płodność”, dzięki czemu zwiększa się szansa na narodziny bliźniaków lub trojaczków.
Kilka funkcji z dodatków do The Sims 2 pojawiło się w The Sims 3, m.in. grupa wiekowa „młody dorosły”, telefony komórkowe, które każdy Sim ma od początku gry; gitary (Studenckie życie), prywatne samochody osobowe (dodatki The Sims 2: Nocne życie i The Sims 2: Czas wolny), możliwość wykupienia akcji budynków użytku publicznego (Kariera), rybołówstwo, ogrodnictwo, przechowywanie resztek (Cztery pory roku), biżuterię i akcesoria (Wymarzone podróże), szczotkowanie zębów, sufity i place zabaw (akcesorium Miejskie życie). Jednakże większość funkcji z dodatków do gry The Sims 2, np. możliwość ukończenia studiów (podobnie jak w przypadku pierwszej części The Sims) nie jest niedostępna.

### Eksploracja okolicy
19 marca 2008 Electronic Arts podało nową funkcję gry The Sims 3: otwarte otoczenie. Simowie mogą badać świat poza domem bez ekranów ładowania. Gracze mogą także oddziaływać z każdym budynkiem w okolicy, np. gracz może wprowadzić swoich podopiecznych do domów ustawionych obok siebie. Obecnie każdy Sim prowadzi własne życie jednocześnie: ludzie będą poruszać się, przenosić, brać ślub itd. Istnieje co prawda ograniczenie powierzchni, na której można stawiać obiekty, ściany, dachy itp. Większość budynków użytku publicznego została zaprojektowana tak, że nie można zobaczyć ich wnętrza (np. księgarnia, sklep spożywczy), są to tzw. „królicze nory”. Na takiej samej zasadzie działają budynki pracy, jednak możliwe jest ustawienie kilku opcji, np. Sim może leniuchować lub ciężko pracować na swoją wypłatę kosztem potrzeb. W dodatku Kariera gracz ma możliwość kierowania swoim Simem w pracy, decydując o jego awansach, czy porażkach. Wraz z tym dodatkiem gracz ma możliwość dodawania własnych parcel, drzew, krzewów oraz różnych ozdób w mieście.

### Umiejętności
Wiele umiejętności zależy od zdolności, np. zaawansowane interakcje społeczne dostępne jedynie dla Simów o wysokim stopniu charyzmy, specjalne piosenki dla gitarzystów i możliwość ulepszenia obiektów przez majsterkowiczów (samoczynnego czyszczenia się, więcej kanałów w TV itp.). Malarstwo, pisanie i muzyka są teraz różnymi umiejętnościami, w przeciwieństwie do poprzednich części gry, gdzie objęte były jedną umiejętnością „Kreatywność” lub „Inwencja” (w The Sims). Obrazy nie są teraz generowane losowo, a są zależne od cech charakteru Simów. Umiejętności można zwiększyć poprzez praktykowanie jakiejś czynności (np. gra na gitarze, praca w ogrodzie, fotografowanie itp.), czytanie książek na temat umiejętności lub podjęcie odpłatnego kursu w mieście.

### Kariery
W grze dostępnych jest jedenaście karier dla Simów (dodatkowo 9 z dodatkiem Kariera, 3 z dodatkiem Po zmroku, 1 z dodatkiem Pokolenia, 3 z dodatkiem Zostań gwiazdą, 1 z dodatkiem Nie z tego świata i 1 z dodatkiem Cztery Pory Roku, 2 z dodatkiem Rajska wyspa i 2 z dodatkiem Skok w przyszłość). Każda z nich ma budynek pracy w okolicy (czasem jeden wspólny dla kilku karier). Simy mogą się ubiegać o pracę, szukając oferty w gazecie lub komputerze. Dostępna jest też funkcja osobistego odwiedzenia miejsca pracy. Chociaż, tak jak w poprzednich częściach, Simowie są niewidoczni podczas pracy, gracz jednak może w pewnym stopniu nimi kierować. Istnieją również zatrudnienia na pół etatu. Simy mogą dostać dodatkowe zlecenie związaną z pracą, np. dostarczenie dokumentów do ratusza. Niektóre kariery mają nagrody dla Simów – kilka lub tylko jedną, jak w The Sims 2. Kariera może również oddziaływać na kilka możliwych promocji lub okazji. W dodatku Kariera i Pokolenia gracz ma możliwość kierowania swoim Simem w pracy (tylko w sześciu karierach). Widoczne jest jego miejsce pracy od środka i można wypełniać różne zadania, które będą wpływać na awans naszego Sima. Dodatkowe kariery w tym dodatku, to np. stylista, detektyw, pogromca duchów, projektant wnętrz itp. Kariera lekarza, która była w podstawowej wersji gry została wzbogacona o dodatkowe możliwości, takie jak między innymi robienie zastrzyków innym Simom.

### TworzenieSima
Trójwymiarowe modele Simów gracz może dowolnie zmieniać pod względem wagi, umięśnienia, włosów, odzieży itp. Dostosować można niemal wszystko, co znajduje się w grze, w tym meble, odzież i obuwie. Na Simów można także nakładać takie detale jak piegi. Suwaki zastąpiły guziki funkcji z poprzednich wersji gry, np. suwak zastępuje wybór figury wirtualnej postaci jedynie w dwóch rodzajach (chudy i otyły). Kolor karnacji, włosów; rodzaj tonu, tekstur odzieży i inne rzeczy mogą być również dostosowane poprzez suwaki.
Oryginalny system punktów procentowych osobowości z The Sims 2 został zastąpiony systemem cech charakteru. Wybrane przez gracza cechy mają wpływ na zachowanie Sima w późniejszej grze oraz nowe interakcje, np. Sim z cechą „Zły” zamiast opcji „Śpij” będzie dysponował interakcją „Śpij snem złych”.

## Edycja kolekcjonerska
EA Games wydało również edycję kolekcjonerską, w której poza grą znalazły się m.in. pendrive USB 2 GB w kształcie zielonego diamentu, specjalne naklejki, mini-poradnik oraz kod do ściągnięcia z internetu modelu włoskiego samochodu sportowego, którym będą mogli jeździć Simowie. Polski nakład edycji kolekcjonerskiej wynosił 10 000 egzemplarzy.

## Rozszerzenia oraz zawartość do pobrania

### Dodatki do gry
| Dodatek           | Data wydania                                                                    | Opis |
| ----------------- | ------------------------------------------------------------------------------- | --- |
| Wymarzone podróże | Am.Płn.: 17 listopada 2009 EU: 20 listopada 2009                                | Simowie mogą odwiedzić ośrodki turystyczne w prawdziwych krajach: Francji, Egipcie oraz Chinach. |
| Kariera           | Am.Płn.: 1 czerwca 2010 EU: 3 czerwca 2010 PL: 4 czerwca 2010                   | Dodatek opierający się na karierze. Gracz kieruje Simami w pracy i sam decyduje, czy dostanie awans, czy popełni życiową porażkę. Dodatek dodaje do gry dziewięć całkiem nowych karier oraz jedną: doktora, uzupełnioną o wiele dodatkowych funkcji. Dodano także specjalnie przygotowane miasto – Twinbrook, które jest starym przemysłowym miastem z ogromną tamą, która stworzyła sztuczne jezioro, gdzie wokół mieści się miasto i bagna. |
| Po zmroku         | Am.Płn.: 26 października 2010 EU: 28 października 2010 PL: 29 października 2010 | Simowie mogą iść na imprezę na dachu wieżowca lub bawić się w najmodniejszym klubie w mieście. Rozszerzenie pozwala wziąć udział w przyjęciach, a także umożliwia koncertowanie z własnym zespołem i kąpanie się po zmroku w jacuzzi. Sim może także zostać wampirem i mieć specjalne moce. Pojawia się nowe miasto o nazwie Bridgeport. |
| Pokolenia         | Am.Płn.: 31 maja 2011 PL: 1 czerwca 2011 EU: 3 czerwca 2011                     | Simowie mogą posiadać własne domki na drzewie i pojawił się kryzys wieku średniego. Nowymi rzeczami m.in. są wózek dla dziecka i schody kręcone. Dodatek ten nie wprowadza nowego miasta, ale dodaje ok. 10 nowych parcel. |
| Zwierzaki         | Am.Płn.: 18 października 2011 EU: 21 października 2011 PL: 27 października 2011 | Simowie mogą posiadać w swoim domu zwierzaki, jak też spotykać je na mieście. Pojawia się nowe miasto Appaloosa Plains. |
| Zostań gwiazdą    | Am.Płn.: 6 marca 2012 EU: 8 marca 2012                                          | Simowie mogą zostać piosenkarzami, magikami, akrobatami lub DJ-ami. Dodatek zawiera nowe miasto Starlight Shores. |
| Nie z tego świata | Am.Płn.: 4 września 2012 EU: 6 września 2012                                    | Wprowadza do gry wilkołaki, zombie, czarodziejów, wróżki i inne magiczne stwory, jak też i samą magię. Dodatek zawiera nowe miasto Moonlight Falls. |
| Cztery pory roku  | Am.Płn.: 13 listopada 2012 EU: 15 listopada 2012                                | Wprowadza do gry cztery pory roku: wiosnę, lato, jesień i zimę. Podczas każdej z pór na Simów czekają nowe możliwości takie jak: jazda na snowboardzie, gra w piłkę, spacery czy pływanie. |
| Studenckie życie  | Am.Płn.: 5 marca 2013 EU: 7 marca 2013                                          | Umożliwia Simom uczestniczenie w życiu studenckim. |
| Rajska wyspa      | Am.Płn.: 25 czerwca 2013 EU: 27 czerwca 2013                                    | Motywem przewodnim dodatku jest morze i aktywności z nim związane. Simowie mogą zbudować łodzie mieszkalne. Oprócz tego wznieść można stacjonarne domy na wodzie, a nawet ekskluzywne nadmorskie hotele, mogą też nurkować i bawić się. Nowym miastem jest Isla Paradiso. |
| Skok w przyszłość | Am.Płn.: 23 października 2013 EU: 24 października 2013                          | Simowie mają możliwość zamieszkania w przyszłości. W dodatku pojawia się miasto Oasis Landing – miasto przyszłości. |

### Akcesoria do gry
| Pakiet akcesoriów                | Data wydania                                   | Opis |
| -------------------------------- | ---------------------------------------------- | --- |
| Nowoczesny apartament            | Am.Płn.: 2 lutego 2010 EU: 5 lutego 2010       | Pierwsze akcesorium do The Sims 3. Dodaje do gry nowoczesne i luksusowe obiekty np. telewizory, sprzęty Hi-Fi itp. Oprócz tego znajdują się 3 obiekty z The Sims i The Sims 2: wibrujące łóżko, elektryczna gitara i akwarium. |
| Szybka jazda                     | Am.Płn.: 7 września 2010 EU: 10 września 2010  | Drugie akcesorium do The Sims 3. Gra pozwala na wybranie jednego z czterech stylów: wyścigowego, filmowo-sensacyjnego, rockabilly i luksusowego. Każdy z nich zaoferuje nowe przedmioty, w tym ubrania, meble i pojazdy. Każdy Sim będzie mógł wybudować unikalny garaż, w którym będzie trzymał swojego hot roda, samochód wyścigowy czy motocykl. |
| Impreza w plenerze               | Am.Płn.: 1 lutego 2011 EU: 4 lutego 2011       | Trzecie akcesorium do The Sims 3. Dotyczy ono wystroju ogrodu. Pojawiają się ekskluzywne tarasy oraz nowe obiekty specjalnie do wystroju ogrodu. |
| Miejskie życie                   | Am.Płn.: 26 lipca 2011 EU: 29 lipca 2011       | Czwarte akcesorium do The Sims 3. Dotyczy wystroju miasta, przede wszystkim miejskich atrakcji dla Simów. |
| Luksusowy wypoczynek             | Am.Płn.: 24 stycznia 2012 EU: 27 stycznia 2012 | Piąte akcesorium do The Sims 3. Dotyczy luksusowego wystroju mieszkania oraz nowych elementów wizualnych Sima. |
| Słodkie niespodzianki Katy Perry | Am.Płn.: 5 czerwca 2012 EU: 8 czerwca 2012     | Szóste akcesorium do The Sims 3. Dotyczy obiektów inspirowanymi Katy Perry i obiektami z jej teledysku California Gurls. Pojawia się wiele „słodkich” rzeczy. |
| Diesel                           | Am.Płn.: 10 lipca 2012 EU: 12 lipca 2012       | Siódme akcesorium do The Sims 3. Dodaje do gry ubrania, fryzury i obiekty sklepu Diesel. |
| Szalone lata 70., 80. i 90.      | Am.Płn.: 22 stycznia 2013 EU: 24 stycznia 2013 | Ósme akcesorium do The Sims 3. Dodaje ubrania, fryzury z lat 70., 80. i 90. |
| Film                             | Am.Płn.: 10 września 2013 EU: 12 września 2013 | Dziewiąte (ostatnie) akcesorium do The Sims 3. Dotyczy ono ubrań oraz fryzur z filmów i przebojów telewizyjnych. |

## Wymagania sprzętowe
18 grudnia 2008 producent ujawnił wymagania sprzętowe dla gry The Sims 3. Przedstawiają się one następująco:
| Wymagania                                                                                     | Komputer z systemem Windows Vista                                                               | Komputer z systemem Windows XP                                                                | Komputer ze zintegrowaną kartą graficzną                                                                | Komputer z systemem Mac OS X |
| --------------------------------------------------------------------------------------------- | ----------------------------------------------------------------------------------------------- | --------------------------------------------------------------------------------------------- | --- | --- |
| Minimalny dodatek Service Pack                                                                | Service Pack 1                                                                                  | Service Pack 2                                                                                | Patrz: Komputer z systemem Windows Vista lub komputer z systemem Windows XP                             | – |
| Procesor i karta graficzna                                                                    | Procesor klasy Pentium 4 2.4 GHz Karta graficzna obsługująca Pixel Shader 2.0 ze 128 MB pamięci | Procesor klasy Pentium 4 2 GHz Karta graficzna obsługująca Pixel Shader 2.0 ze 128 MB pamięci | Procesor klasy Pentium D 2,6 GHz / Core 2 Duo 1,8 GHz Zintegrowana karta graficzna typu Intel GMA X3000 | Procesor: Intel Core 2 Duo Karta graficzna: ATI X1600 lub Nvidia 7300GT ze 128 MB pamięci VideoRAM, lub karta zintegrowana Intel GMA x3100 |
| Minimalna ilość pamięci operacyjnej RAM oraz minimalna ilość wolnego miejsca na dysku twardym | Minimum 1,5 GB pamięci RAM oraz minimum 7 GB wolnego miejsca na dysku                           | Minimum 1 GB pamięci RAM oraz minimum 7 GB wolnego miejsca na dysku                           | W zależności od posiadanego systemu, należy posiadać o 0,5 GB więcej, niż jest podane w wymaganiach     | Minimum 2 GB pamięci RAM i 6,7 wolnego miejsca na dysku twardym (+1 GB na zapisane gry)                                                    |

## Odbiór gry
The Sims 3 zostało bardzo pozytywnie przyjęte przez recenzentów, uzyskując według agregatora Metacritic średnią ocen wynoszącą 86%.